# فیل گریدلت
فیل گریدلت (انگلیسی: Phil Gridelet؛ زادهٔ ۳۰ آوریل ۱۹۶۷) بازیکن فوتبال اهل بریتانیا است.
از باشگاه‌هایی که در آن بازی کرده‌است می‌توان به باشگاه فوتبال روترهام یونایتد، باشگاه فوتبال ووکینگ، باشگاه فوتبال بارنزلی، باشگاه فوتبال هندون، باشگاه فوتبال ساوتند یونایتد، باشگاه فوتبال استیونج، باشگاه فوتبال بیشاپس استورتفورد، باشگاه فوتبال بارنت، و باشگاه فوتبال هارو بورو اشاره کرد.
وی همچنین در تیم ملی فوتبال England semi-professional team بازی کرده‌است.